# Рыбак, Лев Аронович
Лев Аронович Рыбак (6 мая 1923, Умань, Киевская губерния — 24 ноября 1988, Москва) — советский киновед.

## Биография
В 1950 году окончил Московский государственный университет и Педагогический институт имени Н. К. Крупской в 1956 году. Выступал в печати по вопросам кино с 1964 года. Публиковался во многих изданиях, в том числе в журналах «Искусство кино», «Советский экран», «Литературное обозрение», газетах «Правда», «Советская культура», «Литературная газета». Был членом КПСС с 1957 года.
Выступил автором работ о творчестве Юлия Райзмана и Сергея Герасимова, а также ряда брошюр по проблемам экранизации. Занимал пост главного редактора издательского отдела Всесоюзного бюро пропаганды киноискусства.

В контексте ироничного Льва Ароновича надпись послушно выявляла скрытый, незапланированный издателями замысел. Лев Рыбак принадлежал к редкой среди кинокритиков, впоследствии почти исчезнувшей породе: умница, пересмешник, скептик и бесконечно добрый человек. <…> Покровительствовал начинающим, талантливым и часто «неугодным» авторам. Издал много хороших книг, написал — мало, гораздо меньше, чем мог и был должен.
— Валентин Михалкович